# Can Saba
Can Saba és una masia de Canyelles (Garraf) inclosa a l'Inventari del Patrimoni Arquitectònic de Catalunya.

## Descripció
Can Saba està formada per un edifici principal de grans dimensions, diversos cossos afegits i un jardí. El cos principal fa cantonada entre els carrers Major i del Corraló. És de planta baixa i un pis, amb coberta a dues vessants de teula. La façana principal que dona al carrer Major, presenta porta d'accés d'arc de mig punt adovellada de pedra. La resta d'obertures es distribueixen irregularment, en general són emmarcades en pedra. És remarcable la finestra gòtica geminada del primer pis, amb columneta i capitell esculpit amb motius relatius a la vinya.

## Història
Segons la GRAN GEOGRAFIA COMARCAL DE CATALUNYA: "...al carrer Major.../...s'alça una casa senyorial de portalada rodona i finestral esculpit (relleu amb un cep i sarments i un podall) que es creu que podria ser la figura heràldica de Berenguer de Savit, gendre de Bertran de Canyelles." La casa ha estat restaurada.